# Liste der Bodendenkmale in Stolpen
In der Liste der Bodendenkmale in Stolpen sind die Bodendenkmale der Gemeinde Stolpen und ihrer Ortsteile nach dem Stand der Auflistung von Harald Quietzsch und Heinz Jacob aus dem Jahr 1982 aufgelistet. Eventuelle Änderungen und Ergänzungen, insbesondere aus der Zeit nach der Wende, sind nicht berücksichtigt, da für Sachsen aktuell keine neueren allgemein zugänglichen Bodendenkmallisten vorliegen. Die Baudenkmale sind in der Liste der Kulturdenkmale in Stolpen aufgeführt.
| Denkmal-ID | Fundart            | Ortsteil    | Bezeichnung                | Zeitstellung    | Lage                                                                             | Bemerkungen | Bild |
| ---------- | ------------------ | ----------- | -------------------------- | --------------- | -------------------------------------------------------------------------------- | --- | ---- |
| ?          | Befestigung        | Altstadt    | Wehranlage Hussitenschanze | Mittelalter     | südwestlich des Orts, östlich der Kirche Oberhelmsdorf                           | weiträumiges Areal, ursprünglich wohl vollständig von einem Ringwall umfasst, Wallrest erhalten Schutz seit 16. August 1934, erneuert 21. Dezember 1959 |      |
| ?          | besonderer Stein   | Altstadt    | Steinkreuz                 | Spätmittelalter | südlicher Ortsteil, nördlich an der Talstraße 14 in Niederaltstadt, Garten       | Schutz seit 28. Februar 1972 |      |
| ?          | besonderer Stein   | Altstadt    | Steinkreuz                 | Spätmittelalter | östlicher Ortsrand, südlich am Hohlweg zu den Berghäusern                        | später angebrachte Inschrifttafel, Schutz seit 28. Februar 1972                                                                                         |      |
| ?          | besonderer Stein   | Rennersdorf | Steinkreuz                 | Spätmittelalter | südlicher Ortsrand, nordöstlich an der Straße nach Stolpen, südwestlich des Guts | Schutz seit 20. Dezember 1971 |      |
| ?          | besonderer Stein   | Rennersdorf | Steinkreuz                 | Spätmittelalter | südlicher Ortsrand, nordöstlich an der Straße nach Stolpen, südlich des Guts     | Schutz seit 20. Dezember 1971 |      |
| ?          | besonderer Stein   | Stolpen     | Steinkreuz                 | Spätmittelalter | nordöstlicher Ortsrand, vor Bischofswerdaer Straße 20                            | Kreuzeinzeichnung, Schutz seit 28. Februar 1972 |      |
| ?          | besonderer Stein   | Stolpen     | Steinkreuz                 | Spätmittelalter | im Ort, vierter Burghof, Südostseite, eingemauert in die Mauer zum dritten Hof   | nur Oberteil erhalten, Schutz seit 28. Februar 1972 |      |
| ?          | Befestigung > Burg | Stolpen     | Wehranlage „Burg Stolpen“  | Mittelalter     | südliche Ortslage                                                                | mehrteilige Höhenburg, durch Überbauung verändert |      |